# Сакура Киномото
Сакура Киномото — главная героиня манги и аниме-сериала Сакура, собирательница карт авторства группы мангак CLAMP.

## Имя
Имя Сакуры — 桜 (さくら), означает цветок вишни (см. «Сакура»). В произведении этот цветок является любимым у многих персонажей. Цвет сакуры фигурирует в аниме и манге, и является одним из ключевых элементов истории, как и многих других аниме.
В некоторых адаптациях Cardcaptor Sakura было изменено имя главной героини Сакуры Киномото:
- В американской версии аниме Сакуру зовут Sakura Avalon,
- Во французской версии Sakura, la chasseuse de cartes — Sakura Gauthier (Сакура Готье),
- В китайской версии 百变小樱魔法卡 — Mu Zhi Ben Ying

## Личность
По своему характеру Сакура является очень доброй и общительной девочкой, имеющая ответственный подход к своим обязанностям, несмотря на то, что часто откладывает домашние задания на потом. Она очень доверчива и легко верит в выдуманные истории одноклассника Такаши Ямазаки, а также пугается страшных историй, которыми делятся Наоко и Эриол. Это связано с тем, что в детстве её брат Тоя любил пугать её призраками, из-за чего Сакура теперь сильно боится всего неизвестного, особенно темноты и духов. Её восприятие довольно простое, и ей требуется больше времени, чтобы разобраться в происходящем, а в отношениях между людьми она совсем не разбирается и не может определить, кто кому нравится.

## Способности
Сакура является обладательницой волшебной силы, которая изначально была выражена в онейромантии, то есть способности предвидения будущего во сне. Помимо этого она унаследовала от Клоу Рида звание хранительницы карт, а вместе с ней и его силу. Книга Клоу, позже ставшей книгой Сакуры, сборник магических карт. Главное оружие Сакуры, Запечатывающий посох, предоставляет ей доступ ко всем её способностям. Он способен запечатывать духов в особые магические карты, которые она может использовать снова по своему желанию. Посох также служит проводником для её способностей, меняя форму по мере необходимости в зависимости от навыка. Когда посох не используется, он представляет собой небольшой кулон, который она носит на шее. Несмотря на свое разнообразие и огромную силу, Сакура все ещё имеет ограниченный контроль над Картами и не может использовать их в полной мере; использование более сильных карт может быстро истощить её, и часто слишком опасно для её безопасного контроля. Кроме того, без своих карт или даже своего посоха Сакура не обладает физическими или магическими способностями, не имея даже базовых приемов самообороны.
У Сакуры есть 19 карт в оригинальной манге и 53 карты в расширенной серии аниме и фильмов. Все карты соответствуют Шести Главным Картам, которые дают ей способности. Во втором фильме представлены три специальные карты: Ничто (сильное, как и все остальные карты вместе взятые), Безымянная Карта (олицетворение романтической любви) и Надежда (полное противодействие Ничто).
Карты Clear — это новые карты, которые начали появляться после того, как карты Сакуры стали пустыми и прозрачными. В Главе 23 выяснилось, что новые карты были созданы самой Сакурой, не осознавая этого, из-за роста её магических сил.

## Приём
В 1999 и 2000 годах Сакура выиграла Гран-при Animage в номинации «Лучший женский персонаж». В 2001 году Сакура Киномото выиграла награду «Самая милая аниме-девушка года» от All Anime World. В опросе Newtype от августа 2001 года Сакура была признана четвёртым популярным женским аниме-персонажем, а в мартовском опросе 2010 года она была признана четвёртым «Самым популярным женским персонажем аниме» 1990-х годов.
1 апреля 2016 года, в рамках её 20-летнего юбилея, открылись восемь национальных магазинов × Animate Cafe на тему «Card Captor Sakura».
Галерея Mori Art Center, расположенная в Токио, Япония, представила выставку Cardcaptor Sakura — The Enchanted Art Museum — галерею, посвященную Сакуре и её истории. Выставка, которая открылась в октябре 2018 года, является крупнейшим собранием произведений искусства Cardcaptor Sakura, когда-либо собранных. На выставке есть целый раздел, созданный как «Швейная комната Томоё», с рядом реальных копий одежды Сакуры. Одновременно с выставкой находится прилегающее кафе и салон Sakura Cafe & Parlor, ресторан Cardcaptor Sakura и сувенирный магазин.